# Anoche soñé contigo
Anoche soñé contigo es una película mexicana de 1992 dirigida por Maryse Sistach. Está protagonizada por Martín Altomaro, Leticia Perdigón, Socorro Bonilla y Moisés Iván Mora.

## Argumento
Relata las aventuras de Toto, un adolescente durante sus vacaciones de verano, junto con su amigo Quique, se encuentran en su despertar sexual. Los dos amigos espían a la sirvienta de Quique por las noches con binoculares, mientras Toto (Teófilo), se enamora de su prima Azucena, quien es una joven que acaba de terminar con su novio Jorge y se va a la ciudad a trabajar como bailarina.
Toto vive con su mamá que es diseñadora de vestuario de teatro, sus padres son separados y su padre esta en una nueva relación con una chica más joven que él. Eso se sabe mientras se van de fin de semana al balneario conocido como la Estacas. Conforme va avanzando la historia se va haciendo más cercana la relación entre Toto y Azucena, mediante episodios como uno en el cual Toto, al ir a buscar a Azucena, las ve a ella y a todas sus compañeras desnudas, causando que los sueños del chico con su prima vayan aumentando en picardía.  
En una ocasión en que espían a Chabela, la sirvienta de Quique, los sorprende espiándola, pero está lejos de acusarlos con los padres de Quique, les confiesa que lleva tiempo sabiendo que la espían, mencionando que le encanta que lo hagan, y prometiéndoles que les facilitaría el espiarla por las noches. No obstante esto no dura pues poco después se enteran de que el padre de Quique engaña a su madre con Chabela, y lo descubren justo cuando esta los atrapa. Se van de vacaciones con el novio de su mamá que es un piloto aviador y Toto consigue lo que siempre ha soñado, tener relaciones con Azucena. Tras esto, en su última plática con Quique, su amigo le cuenta que su madre echó a Chabela tras enterarse de la aventura de su padre con esta.
Al final un Toto fumando en la azotea, platica el destino de todos protagonistas, Chabela desapareció de la ventana en la cual Toto y Quique la espiaban, Azucena se consigue un nuevo novio, su mamá deja de andar con el Piloto, y su amigo Quique se muda de barrio. Él está soñando ahora con una chica de su edad que conoce comprando revistas de cómics, dando a entender que se ha vuelto a enamorar.

## Reparto
- Martín Altomaro como Teófilo "Toto".
- Leticia Perdigón como Azucena.
- Socorro Bonilla como Irma.
- Moisés Iván Mora como Quique.
- Patricia Aguirre como Chabela.
- José Alonso como Gerardo.
- Fernando Rubio como Papá de Quique.
- Judith Arciniega como Mamá de Quique.
- Jaime Guerra como Papá de Toto.